# 藤井勘一郎
藤井 勘一郎（ふじい かんいちろう、1983年12月31日 - ）は、奈良県御所市出身の競馬の元騎手。JRA栗東トレーニングセンター所属。
オーストラリアでデビューし、世界各国で騎乗した後にJRAの騎手免許試験に合格した「逆輸入ジョッキー」である。2022年の落馬事故により脊髄損傷の大怪我を負い、2024年に騎手引退を表明した。
オーストラリアではジョー・フジイの愛称で知られている（勘一郎の発音が現地の者には発音がしづらく、付けられたニックネームが「ジョー」〈Joe〉であったため）。

## 来歴

### 騎手デビュー前
漫画『こちら葛飾区亀有公園前派出所』の主人公・両津勘吉が競馬好きという設定であったことから元々競馬に興味があったが、1995年のフジキセキが勝利した弥生賞をテレビで目にしたことで本格的に興味を持つようになった。京都競馬場や阪神競馬場に父親に連れていってもらい、次第に騎手を志すようになったのである。憧れていたのは武豊とランフランコ・デットーリで、当時からビデオを見て騎乗を真似していた。
中学3年生のときにJRA競馬学校への受験を考えたが、体重が当時の入学要件を超えていたことから断念。同じ時期にオーストラリアでは日本より比較的容易にライセンスが取得できると知り、現地でちょうど日本人向けの競馬学校がオープンしたことも契機となり、1999年に15歳で単身渡豪した。

### 騎手時代

#### 海外拠点時代
オーストラリアの競馬学校で2年間学び、2001年に17歳で見習騎手免許としてデビューした。シンガポールでも短期免許を取得し、2007年3月23日にクランジ競馬場で行われたG3・チェアマンズトロフィーをTrigger Expressで優勝し、重賞初制覇。このとき藤井は残り50 m（メートル）地点でムチを落としてしまったが、手とかかとを使ってなんとかゴールまで持たせた。
2009年11月22日、いい夫婦の日にちなんで乗馬インストラクターの女性と入籍した。
2012年5月には韓国の短期免許を取得し、釜山慶南競馬場で騎乗を始めた。同年11月には釜山慶南競馬場で行われた慶尚南道知事杯、12月にはソウル競馬場で行われたグランプリを勝利した。外国人騎手による韓国G1制覇は、史上初の快挙であった。
2013年5月19日には、ソウル競馬場で行われたコリアンダービーを牝馬のスピーディファーストで勝利し、外国人騎手による初のコリアンダービー制覇を成し遂げている。2013年11月に韓国通算100勝を達成。2013年は約470戦中、一度も制裁を受けず、年末に釜山慶南競馬場の「フェアプレー騎手賞」を受賞した。
2015年6月7日、JRA所属馬のエスメラルディーナでトゥクソムカップに参戦。JRA所属馬が韓国競馬に参戦するのは、これが初めてのことであった。レースは好位から抜け出し、3馬身差をつけて優勝した。
2015年7月1日、地方競馬全国協会（NAR）の短期騎手免許を取得。免許期間は7月1日から9月30日までで、ホッカイドウ競馬の田中淳司厩舎に所属した。同年7月15日、門別1Rをハッピーヴィータで制し、これが日本での初勝利となった。2015年8月23日、札幌競馬場で行われたクローバー賞でコパノミライに騎乗し、JRA初騎乗を果たした。この期間で119鞍騎乗し、18勝を挙げた。
2016年9月11日に行われた第1回コリアカップでは、日本馬のクリソライトに騎乗。同じ日本勢のクリノスターオーとの一騎打ちを下し、6馬身差をつけて圧勝した。多くの日本関係者が見守る中での優勝は、中央競馬を目指す藤井にとって格好のアピールとなった。これを受けて、同馬を管理する音無秀孝調教師からJBCクラシックでの騎乗依頼があり、急いで短期免許を申請した。同年10月24日から2017年1月13日まで大井・荒山勝徳厩舎所属として期間限定騎乗を行い、この期間で22勝を挙げた。大井のみならず南関東4場すべてで勝利を挙げた。
2017年4月1日から6月30日まで川崎（佐藤博紀厩舎所属）、2018年10月8日から2019年1月7日までは大井（2回目、森下淳平厩舎所属）で騎乗。
2018年9月9日にはコリアスプリントでモーニンに騎乗し、勝利した。
同年10月11日、JRA騎手免許試験の第1次試験に6度目の受験で合格。その後、第2次試験に臨み、2019年2月12日、騎手免許試験に合格したことが発表された。結果が出るや「やったー！めっちゃうれしい」と声を上げた。過去5回不合格となったことについて、「公正競馬という観点から人間性が試されたと思う。海外騎乗での制裁証明書などをJRA側に提出した。JRAを目標にしてきた思いが伝わったのだと思う」と語っている。同年3月1日より栗東トレーニングセンター所属のフリー騎手となり、横山賀一以来、27年ぶり2人目の国外デビューのJRA日本人騎手、すなわち「逆輸入ジョッキー」となった。

#### JRA移籍後
2019年3月2日に阪神競馬場でデビューし、初日から重賞チューリップ賞にも騎乗した。翌週の3月9日、阪神5R・新馬戦を14番人気シュッドヴァデルで制し、通算14戦目でJRA初勝利を掴んだ。同年には菊花賞でGIに初騎乗した。
2020年3月20日、フラワーカップをアブレイズで制しJRA重賞初制覇となった。
2022年4月16日、福島競馬場第8競走での落馬事故により、第4胸椎脱臼骨折の重傷を負った。脊髄損傷によって胸から下の感覚がなくなり、以降は車椅子での活動を余儀なくされてはいるが、騎手復帰へ向けてのリハビリと並行して、オオバンブルマイの豪州遠征の帯同など積極的に競馬サークルで活動していた。
2024年2月14日、同年2月29日付での騎手の引退をJRAが発表した。騎手免許の更新は行ったものの、2年経ってもリハビリの状況が改善しなかったため、騎手復帰を断念する決断を下したのであった。英語力を活かして大阪のホテルで海外からのゲストの接客などの仕事を始めつつ、将来的には競馬に携わる仕事を志している。
2月17日、京都競馬場のウイナーズサークルにおいて引退セレモニーが執り行われた。騎手クラブ会長の武豊、親交の深いミルコ・デムーロからは花束が手渡された。武は「一緒に仕事ができればうれしい」とエールを送った。JRA通算は42勝、騎乗経験のある国は13か国にも上った。

## おもな騎乗馬
- エスメラルディーナ（2015年トゥクソムカップ）[11]
- クリソライト（2016年コリアカップ）[15]
- モーニン（2018年コリアスプリント）[20]
- アブレイズ（2020年フラワーカップ）[27]

## 騎乗成績
中央競馬
|            | 日付           | 競馬場・開催  | 競走名         | 馬名             | 頭数 | 人気 | 着順 |
| ---------- | -------------- | ------------- | -------------- | ---------------- | ---- | ---- | ---- |
| 初騎乗     | 2015年8月23日  | 2回札幌2日10R | クローバー賞   | コパノミライ     | 13頭 | 11   | 9着  |
| 初勝利     | 2019年3月9日   | 1回阪神5日5R  | 3歳新馬        | シュッドヴァデル | 15頭 | 14   | 1着  |
| 重賞初騎乗 | 2019年3月2日   | 1回阪神3日11R | チューリップ賞 | ブランノワール   | 13頭 | 5    | 6着  |
| 重賞初勝利 | 2020年3月20日  | 2回中山7日11R | フラワーカップ | アブレイズ       | 14頭 | 12   | 1着  |
| GI初騎乗   | 2019年10月20日 | 4回京都7日11R | 菊花賞         | カリボール       | 18頭 | 9    | 18着 |